# Alban Stolz

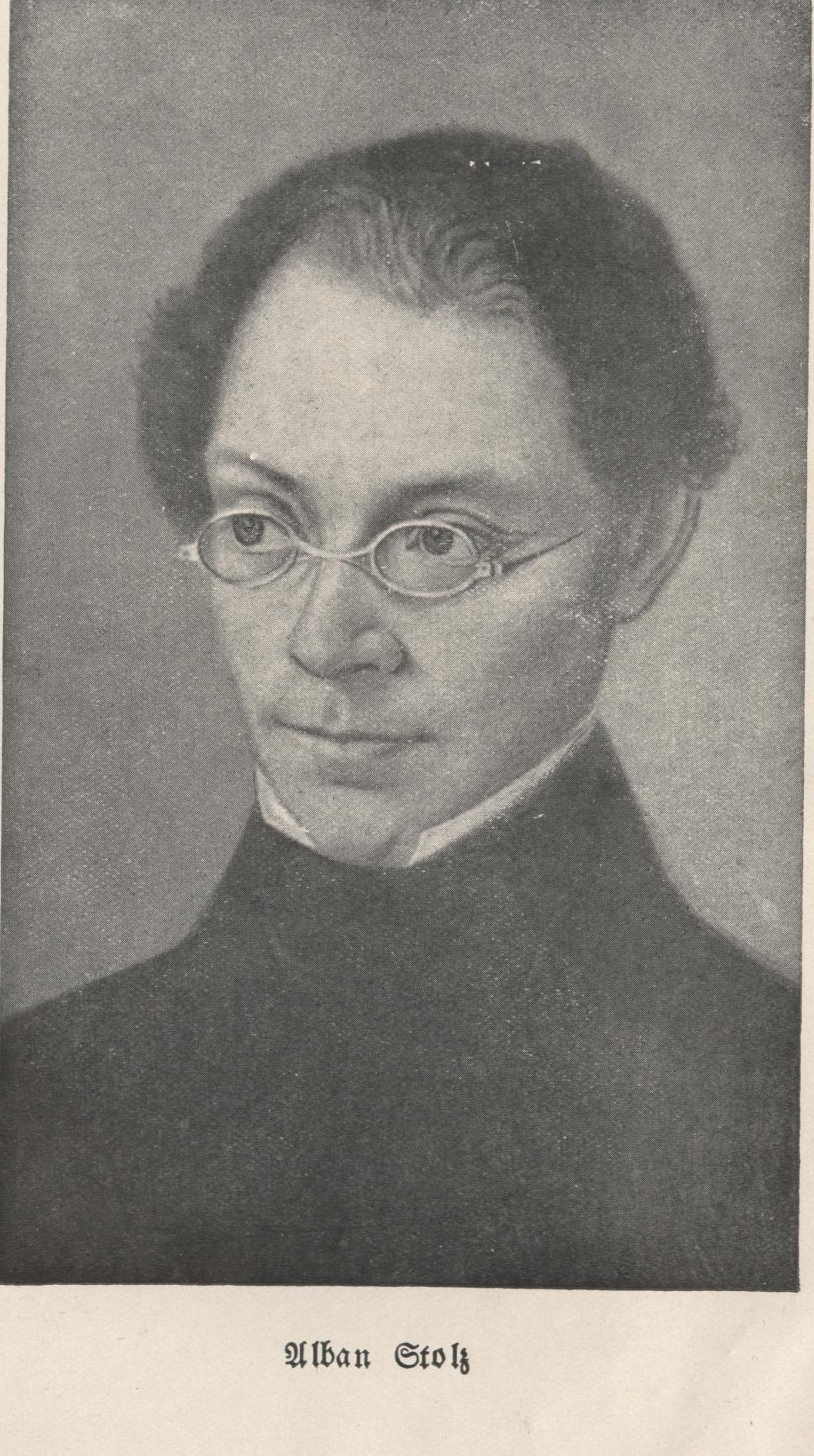
Alban Stolz, um 1850

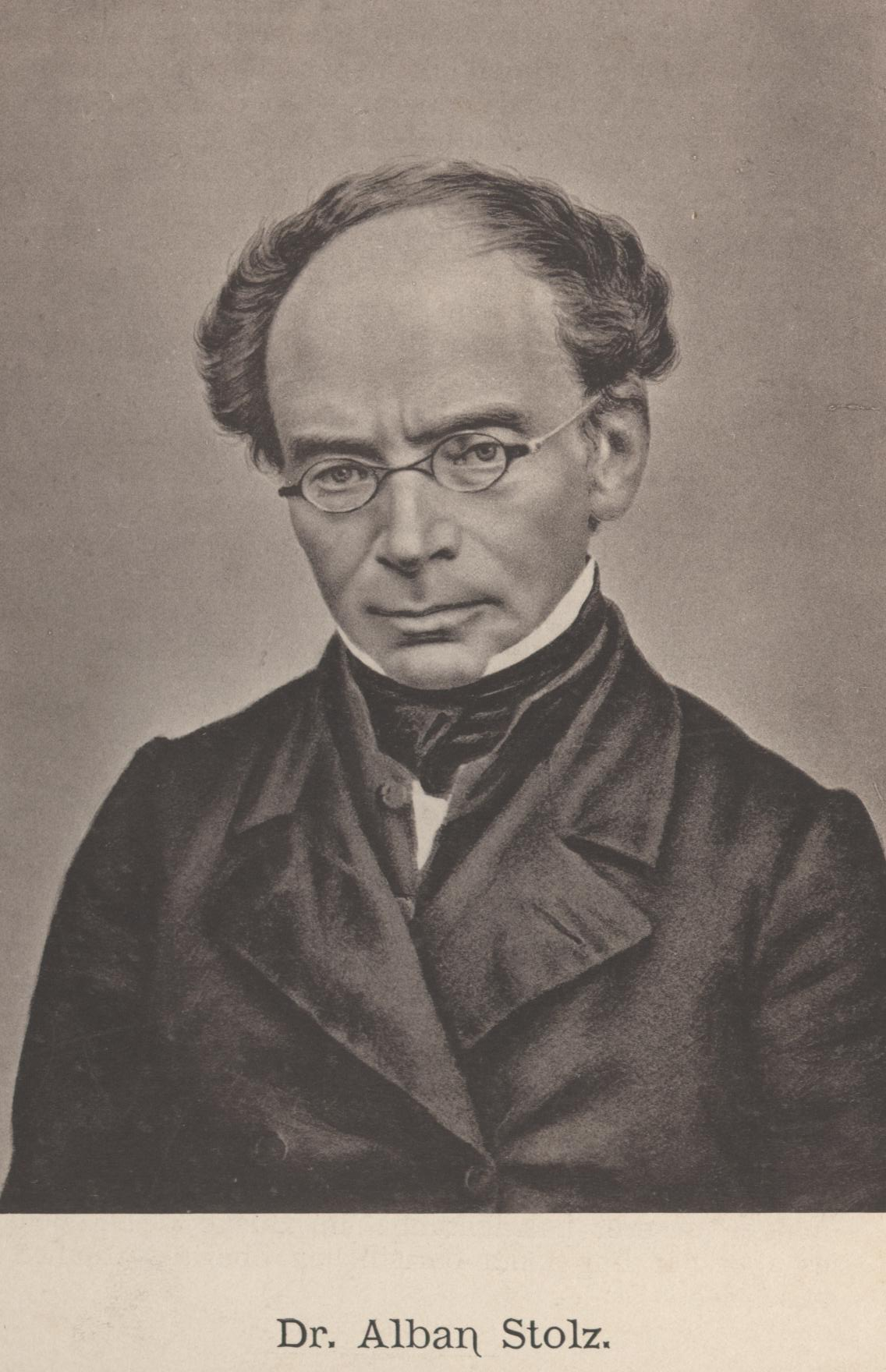
Alban Stolz, um 1865

Alban Isidor Stolz (* 3. Februar 1808 in Bühl; † 16. Oktober 1883 in Freiburg im Breisgau) war ein antisemitischer deutscher katholischer Theologe, Volksschriftsteller und Erziehungswissenschaftler.

## Leben
Sein Vater war angesehener Apotheker in Bühl, auf Grund der zahlreichen Geschwister war eine Übernahme der Apotheke für Alban Stolz nicht denkbar.
Nach dem Abitur in Rastatt begann er das Studium der Rechtswissenschaften an der Universität Freiburg, wechselte jedoch nach wenigen Monaten zur katholischen Theologie, die zu jener Zeit stark vom Rationalismus geprägt war. Unsicher, ob katholische Theologie das richtige für ihn sei, wechselte er 1830 an die evangelisch geprägte Universität Heidelberg und studierte dort Philologie, Pädagogik und Literatur. Eine Predigt zur Weihnachtszeit 1831 stärkte seinen katholischen Glauben wieder, er kehrte nach Freiburg zurück und empfing 1833 die Priesterweihe, nachdem er zuvor im Priesterseminar studierte. In Rotenfels und später Neusatz wurde er Vikar und schließlich 1842/43 Religionslehrer am Gymnasium in Bruchsal, wo er seine ersten schriftstellerischen Werke verfasste. 1842 übernahm er das Amt eines Repetitors am Collegium Theologicum in Freiburg und wurde schließlich 1845 dessen Direktor. Ebenfalls 1845 promovierte er über die katechetische Auslegung des Freiburger Diözesankatechismus von Johann Baptist von Hirscher.
Zwei Jahre später erhielt er den Lehrstuhl für Pastoraltheologie und Pädagogik an der Universität Freiburg und wurde 1848 ordentlicher Professor. Von 1859 bis 1860 war er Prorektor der Universität und erhielt 1865 die Ehrendoktorwürde der Universität Wien; 1868 schließlich den Titel Geistlicher Rat.
Alban Stolz korrespondierte über Jahre hinweg mit der evangelischen Pastorentochter und späteren Dichterin Cordula Wöhler, zu deren Übertritt in die katholische Kirche er wesentlich beitrug. Ebenso war er befreundet mit dem badischen Freiherrn Friedrich von Drais, der unter seinem Einfluss zum Katholizismus konvertierte und Benediktiner wurde.
Stolz starb kurz nach seinem 50. Priesterjubiläum an den Folgen einer Lungenentzündung und wurde in Bühl bestattet. Sein Grab befindet sich in der Friedhofskapelle Maria zum Trost.

## Volksschriftsteller
Stolz war ein katholischer Volksschriftsteller. Sein 1843 anonym verfasster Kalender für Zeit und Ewigkeit für das gemeine Volk und nebenher für geistliche und weltliche Herrenleute wurde so kritisch betrachtet, dass dessen Verleger Villinger ihn zurückziehen wollte; er war dann jedoch so erfolgreich, dass er in insgesamt über 30 Auflagen erschien und auch in evangelischen Gebieten vertrieben wurde.
Seine Reisen unter anderem nach Spanien, in die Türkei und in das Heilige Land inspirierten ihn zu etlichen Werken, die teilweise auch übersetzt wurden. Ebenfalls erhalten ist sein umfangreicher Briefwechsel und ein Tagebuch. Bereits 1884, ein Jahr nach seinem Tode, erschien eine erste Biografie. Alban Stolz war bis zur Mitte des 20. Jahrhunderts ein viel gelesener Schriftsteller. Der nach dem Zweiten Weltkrieg aufgekommene Wertewandel führte dazu, dass seine Werke seither seltener aufgelegt werden.
Als „Vertreter katholischer Judenfeindschaft ultramontaner Provenienz“ verfasste Stolz in seinen Volkskalendern unzählige antisemitische Artikel, in denen er mittels Tier-, Pflanzen- und Seuchenmetaphern den Juden Hass und Subversion gegen das Christentum unterstellte. Außer gegen „Presse-“ und „Schacherjuden“ polemisierte Stolz auch gegen Berthold Auerbach, Heinrich Heine und Felix Mendelssohn Bartholdy. Die traditionellen Klischees des Antijudaismus ergänzte Stolz um die angebliche genetische Bedingtheit jüdischer Defizite, womit er sich rassistischem Gedankengut annäherte. Seine antimodernistische Einstellung zeigt sich auch in seiner Forderung, Katholiken die Absolution zu verweigern, die trotz vorangegangener Ermahnung weiter eine liberale Zeitung abonnieren.
Seine Werke wurden seit etwa 1870 in einer einheitlichen Ausgabe („Gesammelte Werke“) durch den Verlag Herder herausgebracht; die letzte Auflage dieser Gesamtausgabe erschien 1913 und umfasst einundzwanzig Bände im Oktavformat (zusammen rund zehntausend Seiten). Außerdem erschien ab 1898 eine sogenannte „Billige Volksausgabe“ der wesentlichen Schriften in vierzehn Bänden (in kleinerem Format).
Von den Briefen, die Stolz geschrieben hat – er selbst hat einmal gesagt, dass sein Leben wie mit Briefpapier ausgestopft sei –, sind nur relativ wenige erhalten und veröffentlicht:
- Fügung und Führung. Konvertitenbilder, drei Bändchen (Freiburg: Herder, 1909–1913 u. ö.)
- Alban Stolz und die Schwestern Ringseis. Ein freundschaftlicher Federkrieg (Freiburg: Herder, 1912 u. ö.).

Der handschriftliche Nachlass (die von 1827 bis 1882 geführten Tagebücher, über 1000 Briefe von und an Stolz u. a. m.) befindet sich im Erzbischöflichen Archiv Freiburg.

## Schriften

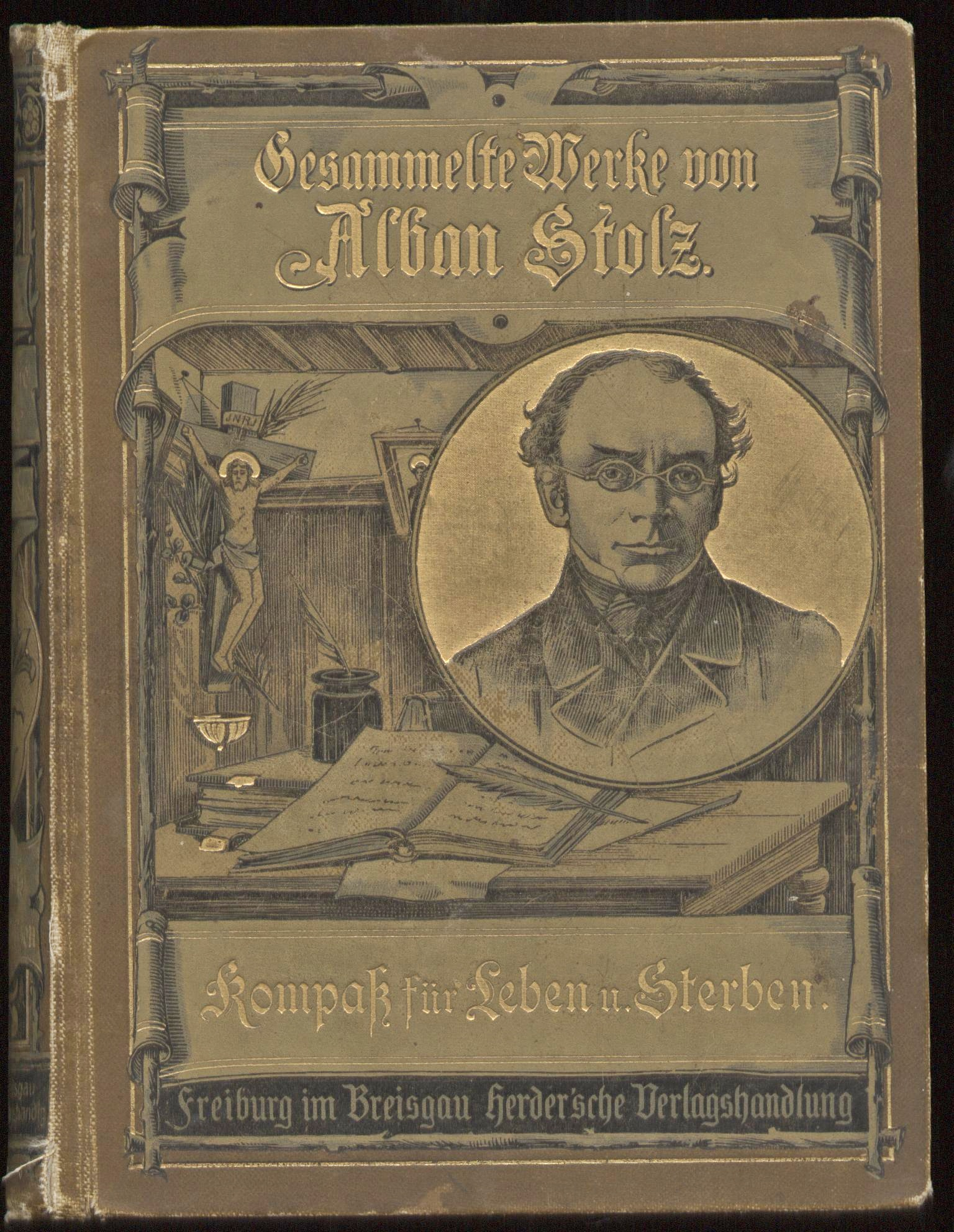
Zeitgenössische Buchausgabe von Alban Stolz

Seine Gesammelten Werke in einundzwanzig Bänden (Angaben nach der Ausgabe von 1913):
- I. Besuch bei Sem, Cham und Japhet oder Reise in das Heilige Land
- II. Spanisches für die gebildete Welt, mit etwas Türkischem nebst Noten
- III. Kompaß für Leben und Sterben [Sammelausgabe der Kalender für Zeit und Ewigkeit: Mixtur gegen Todesangst. Für das gemeine Volk und nebenher für geistliche und weltliche Herrenleute; Das Menschengewächs oder Wie man sich und andere erziehen soll; Das Bilderbuch Gottes; ABC für große Leute]
- IV. Das Vaterunser und der unendliche Gruß [Sammelausgabe der Kalender für Zeit und Ewigkeit: Das Vaterunser, erster bis dritter Teil; Der unendliche Gruß]
- V. Witterungen der Seele [Tagebücher I]
- VI. Wilder Honig [Tagebücher II]
- VII. Die heilige Elisabeth. Ein Buch für Christen
- VIII. Kleinigkeiten. Erste Sammlung [der kleineren publizistischen Arbeiten, Broschüren, Flugblätter usw.]
- IX. Erziehungskunst
- X. Kleinigkeiten. Letzte Sammlung [Nachlese der kleineren publizistischen Texte]
- XI. Dürre Kräuter [Tagebücher III]
- XII. Wacholder-Geist gegen die Grundübel der Welt: Dummheit, Sünde und Elend [Sammelausgabe der Kalender für Zeit und Ewigkeit: Kohlschwarz mit einem roten Faden; Armut und Geldsachen; Der heilige Vinzenz von Paul; Die gekreuzigt Barmherzigkeit; Ein Stück Brot]
- XIII. Homiletik als Anweisung, den Armen das Evangelium zu predigen [aus dem Nachlass]
- XIV. Die Nachtigall Gottes [Sammelausgabe der Kalender für Zeit und Ewigkeit: Das Leben der heiligen Germana; Misericordia; Die vornehmste Kunst; Die acht Seligkeiten; Wer ist wie Gott?; Die Schule Gottes; Geister-, Stern- und Menschenwelt]
- XV.-XVIII. Legende oder Der christliche Sternenhimmel (vier Bände; auch in zahlreichen Auflagen in einem Band in-4° erschienen)
- XIX. Predigten. Frühreden und Ansprachen [aus dem Nachlass]
- XX. Predigten für die Sonntage des Kirchenjahres [aus dem Nachlass]
- XXI. Fest- und Gelegenheitspredigten [aus dem Nachlass]

Außerdem erschien ein Register zu den Gesammelten Werken (214 Seiten).

## Ehrungen und deren Rücknahme

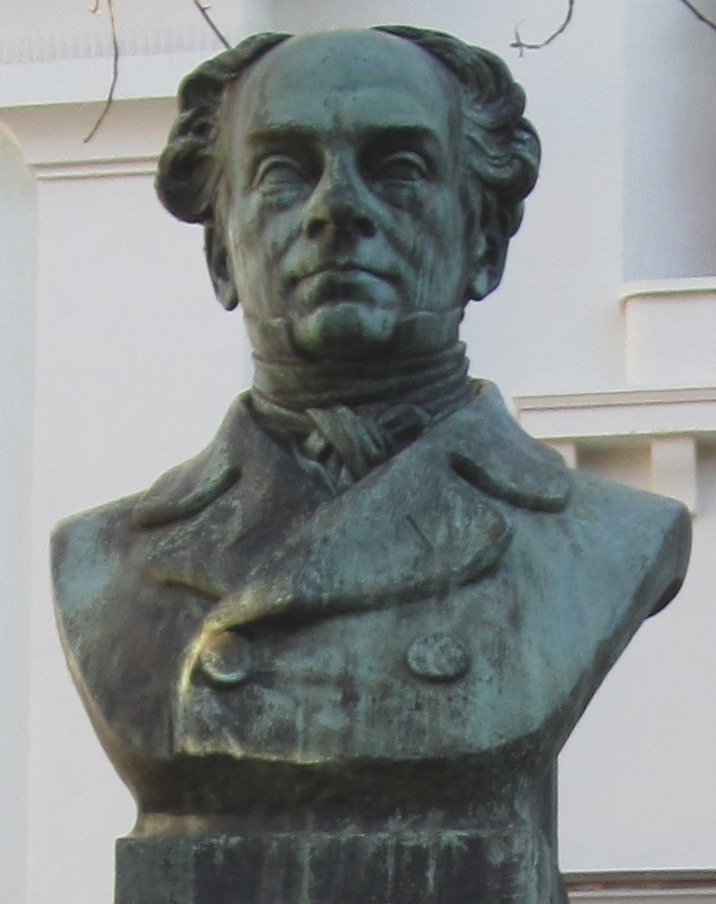
Versetzte Büste von Alban Stolz in Freiburg

Bereits 1913 wurde vor der Konviktskirche des Collegium Borromaeum in Freiburg auf Initiative des Erzbischöflichen Ordinariats hin ein Denkmal mit einer von dem Bildhauer Emil Stadelhofer entworfenen Bronzebüste errichtet. Zeitgleich gab es auch städtische Pläne, eine Erinnerungstafel auf dem Schlossberg zu errichten, die aber nicht umgesetzt wurden.
In Bühl wurde 1928 eine Straße nach Stolz benannt. Bis in die 1960er wurden Straßen und Einrichtungen nach Stolz benannt.
Die von Stolz verfassten Kalender wurden 1994 von Michael Langer analysiert und herausgestellt, dass das darin gezeichnete Judenbild von einer Übernahme von Vorurteilen, Stereotypen und Dehumanisierungen geprägt ist.
Eine von der Stadt Freiburg beauftragte und mit Wissenschaftlern besetzte Kommission untersuchte ab 2012 Freiburger Straßenbezeichnungen unter dem Aspekt von Zusammenhängen mit Nationalsozialismus, Rassismus, Antisemitismus, Militarismus und Chauvinismus. Die Umbenennung der Alban-Stolz-Straße im Freiburger Stadtteil Zähringen wurde im Oktober 2016 empfohlen und am 14. Juli 2020 vom Stadtrat beschlossen. Die Straße trägt nach der wenige Kilometer nördlich von Freiburg gelegenen Gemeinde nun den Namen Denzlinger Straße. In diesem Zusammenhang wurde auch die Benennung von Gemeinschaftseinrichtungen und Straßennamen in anderen Gemeinden hinterfragt. Ebenfalls in Freiburg waren eine Kindertagesstätte sowie ein katholisches Studentenwohnheim nach Alban Stolz benannt worden. 2017 wurde das Wohnheim wegen Stolz’ antisemitischer Äußerungen umbenannt und Alban von Mainz gewidmet, die Umbenennung der Kindertagesstätte nach der Heiligen Tabitha erfolgte im Oktober.
Über deren Entfernung der Bronzebüste vor der Konviktskirche gab es in Freiburg seit 2020 unterschiedliche Auffassungen: Das Erzbistum Freiburg wollte wie der Kulturbürgermeister der Stadt, Ulrich von Kirchbach, das Denkmal gerne entfernen, scheiterte aber zunächst mit einem diesbezüglichen Antrag an der Denkmalschutzbehörde. Das Denkmal sei zwar unbequem, genieße aber zusammen mit dem es umgebenden Platz und der Kirche Umgebungsschutz. Außerdem habe die Statue künstlerischen Wert. Empfohlen wurden erläuternde kritische Hinweise. Widerspruch gegen die Entscheidung der Denkmalschutzbehörde wurde eingelegt. Im September hatte die Stadt das Freiburger Regierungspräsidium als Fachaufsichtsbehörde in den Fall eingeschaltet. Kurz darauf bekam die Stadt grünes Licht für eine Versetzung des Denkmals, die am 8. Dezember erfolgte. Es wurde auf Vorschlag des Ordinariats denkmalgerecht im Garten des Priesterseminars aufgestellt. Der alte Standort bleibt zunächst leer.
Auch in Bischweier, Bühl, Ettlingen, Gaggenau, Lauda-Königshofen, Offenburg und Waldkirch sind Straßen nach dem Theologen benannt. In Bühl hat der Gemeinderat das Verfahren zur Umbenennung der Straße am 22. Januar 2020 einstimmig eingeleitet und am 17. November 2020 offiziell in „Straße der Weißen Rose“ umbenannt.
Im Ortszentrum von Bühl-Neusatz befindet sich eine Bronzegedenkplatte. In Bühl trägt das katholische Gemeindehaus den Namen von Alban Stolz.